# HD110326
HD110326 — хімічно пекулярна зоря спектрального класу A4, що має видиму зоряну величину в смузі V приблизно  6,9.
Вона  розташована на відстані близько 287,1 світлових років від Сонця.